# Anortominasragrite
L'anortominasragrite è un minerale.

## Etimologia
Il nome deriva dalla struttura cristallina: è una minasragrite che cristallizza nel sistema triclino (il prefisso anorto- deriva dal greco e significa che non è ortorombica, per distinguerla dall'ortominasragrite).